# عصب شفوي علوي
الفروع الشفوية العليا، هي الأكبر والأكثر عدداً، تنحدر وراء العضلة الرافعة للشفة العلوية، وتتوزع على جلد الشفة والغشاء المخاطي للفم والغدة الشفوية.
تتجمع هذه الفروع تحت الحجاج مباشرة بواسطة خيوط من العصب الوجهي لتشكل الضفيرة تحت الحجاجية.